# Пули с пластиковым наконечником
Пули с пластиковым наконечником — это тип пули с полым наконечником аналогично пулям HP, но в пустотелую вершину установлен наконечник из синтетического полимера, который придает ей заостренную форму.

## Конструкция и применение
Пуля состоит из обычной пули с полым наконечником, передняя полость которой заполнена твердым пластиком, которому придана обтекаемая форма. Большинство наконечников изготовлены из полиоксиметилена, хотя некоторые производители используют полиэфируретан-метиленбис (фенилизоцианат).
При ударе пластик входит в полый наконечник, из-за чего пуля моментально расширяется до большего диаметра. Эти пули обладают аэродинамикой для более длительного и точного полета, а также характеристиками попадания в цель, обеспечивающими более высокую летальность, чем пули FMJ, HP, или SP за счет большей передачи энергии в момент удара. По некоторым оценкам такая пуля может в 10-20 раз превосходить обычную оболочечную пулю по убойному действию и останавливающей силе. По сравнению с пулями HP и SP пули с пластиковым наконечником более надежны, так как полностью повторяют профиль обычной оболочечной пули, и не деформируются, а значит могут использоваться в оружии не предназначенном для охотничьих боеприпасов типа пуль SP или HP, например в армейском оружии AK-47, M16, AK-74 и так далее. Недостатком таких пуль является очень большой процент испорченного мяса, потому часто применяются для Варминтинга — уничтожения грызунов и прочего, где не нужно добывать мясо, при попадании в них такой пули, их просто распыляет. В основном применяются в винтовках, однако могут применяться и в пистолетах и револьверах, но с более закругленным носом для большей надежности оружия по сравнению с пулями HP.